# 沃爾夫斯普林斯 (阿拉巴馬州)
沃爾夫斯普林斯（英語：Wolf Springs）是一個位於美國阿拉巴馬州勞倫斯縣的非建制地區。該地的面積和人口皆未知。

## 地理
沃爾夫斯普林斯的座標為34°35′42″N 87°28′22″W / 34.59500°N 87.47278°W，而該地的平均海拔高度為210米（即689英尺）。